# Peucedanum gossweileri
Peucedanum gossweileri är en flockblommig växtart som beskrevs av C.Norman. Peucedanum gossweileri ingår i släktet siljor, och familjen flockblommiga växter. Inga underarter finns listade i Catalogue of Life.